# Andrzej Kowalczyk (scenograf)
Andrzej Kowalczyk (ur. 16 stycznia 1945 w Koninie) – polski scenograf filmowy.
Absolwent Wydziału Malarstwa Akademii Sztuk Pięknych w Gdańsku (1971). W latach 1971–1994 zatrudniony w P.P. „Zespoły Filmowe”. Wykładowca na Wydziale Radia i Telewizji Uniwersytetu Śląskiego w Katowicach. Członek Polskiej Akademii Filmowej. Trzykrotny laureat Nagrody za scenografię na Festiwalu Polskich Filmów Fabularnych w Gdańsku oraz trzykrotnie nominowany do Polskiej Nagrody Filmowej, Orzeł w kategorii: najlepsza scenografia.

## Filmografia
- Pasja (1977)
- ...Gdziekolwiek jesteś panie prezydencie... (1978)
- Klucznik (1979)
- Aria dla atlety (1979)
- Wizja lokalna 1901 (1980)
- Czułe miejsca (1980)
- Limuzyna Daimler-Benz (1981)
- Dreszcze (1981)
- Nadzór (1983)
- O-bi, o-ba. Koniec cywilizacji (1984)
- Podróże Pana Kleksa (1985)
- Magnat (1986)
- Ucieczka z kina „Wolność” (1990)
- Rozmowy kontrolowane (1991)
- Weiser (2000)
- Wszystko będzie dobrze (2007)
- Popiełuszko. Wolność jest w nas (2009)
- W ukryciu (2013)
- Szczęście świata (2016)

## Nagrody i nominacje
- 1980 – Nagroda za scenografię do filmu Wizja lokalna 1901 na Festiwalu Polskich Filmów Fabularnych w Gdańsku
- 1985 – Nagroda za scenografię do filmu O-bi, o-ba. Koniec cywilizacji na Festiwalu Polskich Filmów Fabularnych w Gdańsku
- 2002 – nominacja do Polskiej Nagrody Filmowej, Orzeł za scenografię do filmu Weiser
- 2008 – nominacja do Polskiej Nagrody Filmowej, Orzeł za scenografię do filmu Wszystko będzie dobrze
- 2010 – nominacja do Polskiej Nagrody Filmowej, Orzeł za scenografię do filmu Popiełuszko. Wolność jest w nas
- 2016 – Nagroda za scenografię do filmu Szczęście świata na Festiwalu Filmowym w Gdyni